# Fras
Les Fras, Fadets ou Fradets sont des lutins propres à l'île d'Yeu, en Vendée. 

## Étymologie
Le mot « Fras » semble être une corruption de fradet ou farfadet. Ils sont donc proches des farfadets du Poitou, mais aussi des Fois ou Fouas. Avec le temps, ils ont été assimilés à des sorciers.

## Description
Ils habiteraient dans le dolmen des Petits Fradets. D'après Paul Sébillot, de petites fossettes marqueraient la face supérieure de la table du dolmen. C'est là que le Diable aurait eu coutume de poser son trépied brûlant tous les samedis. Les Fras sèmeraient des herbes qui font parler les bêtes à minuit, une croyance commune à toute la Bretagne. Le mythe des Fras se rapproche d'ailleurs beaucoup de la légende bretonne des Korrigans. Une autre tradition leur attribue une pierre levée, la « roche aux Fras », au centre de l'île. Un récit de la roche aux Fras a été collecté par O. J. Richard en 1883.